# قارض (ناطع)

تعديل مصدري - تعديل

قارض هي إحدى قرى عزلة الدعيمة بمديرية ناطع التابعة لمحافظة البيضاء، بلغ تعداد سكانها 360 نسمة حسب تعداد اليمن لعام 2004.